# Sierakowice (stacja kolejowa)
Sierakowice – nieczynna stacja kolejowa w miejscowości Sierakowice w województwie pomorskim. Według klasyfikacji PKP ma kategorię dworca lokalnego. Stacja znajduje się we wschodniej części Sierakowic, a na jej terenie znajdują się dwa przejazdy kolejowo-drogowe.

## Historia

### 1905-1945
Kolej dotarła do Sierakowic w 1905 roku, kiedy przedłużono do Lęborka linię kolejową łączącą Pruszcz Gdański z Kartuzami.

### po 1989
W Sieciowym Rozkładzie Jazdy Pociągów 96/97 przez Sierakowice przejeżdżało 6 par pociągów, jednakże odcinek Pruszcz - Kartuzy już wtedy był obsługiwany przez komunikację autobusową. W tabeli z rozkładem jazdy już wtedy była zapisana uwaga Kursowanie pociągów i autobusów może być zawieszone po uprzednim ogłoszeniu. Ruch pociągów pasażerskich został ostatecznie wstrzymany w czerwcu 2000 wraz z końcem obowiązywania rozkładu jazdy 1999/2000, w którym przewidziane zostały tylko dwie pary. W następnym rozkładzie doszło do nietypowej sytuacji, w której tabela została wykreślona od razu, a jej numer przejęła dawniejsza tabela 446 Somonino - Kartuzy. W marcu 2019 rozpoczęła się budowa węzła integracyjnego; zgodnie z planem ma się zakończyć w październiku tego samego roku. W 2019 lub 2020 ma się rozpocząć modernizacja odcinka Kartuzy-Sierakowice.  

## Pociągi
Pociągi osobowe obecnie nie kursują. W ostatnim rozkładzie jazdy z 1999 roku jeździły dwie pary pociągów relacji Kartuzy-Lębork, które mijały się w Sierakowicach. Ruch pociągów towarowych został natomiast wstrzymany w 2005 roku.

## Infrastruktura
Dworzec

Dworzec jest piętrowy. Został wybudowany w stylu typowym dla stacji lokalnych zbudowanych na Pomorzu na początku XX wieku. Budynek, obecnie (2014) opuszczony, jest wielobryłowy, otynkowany, z dachem krytym dachówką.
Peron

Perony są niskie, bez zadaszenia. Nawierzchnia peronów była wyłożona płytami chodnikowymi, lecz jest dość mocno zarośnięta trawą.
Linia kolejowa

Przez Sierakowice przechodzi niezelektryfikowana, normalnotorowa, jednotorowa linia kolejowa nr 229, która obecnie od Sierakowic w kierunku Mojusza jest zamknięta, a w stronę Kamienicy Królewskiej nieprzejezdna.